# 中央警察大學
中央警察大學（簡稱中央警大、警察大學、警大、CPU）是中華民國警察、移民、消防、海巡、矯治及情報機關教育、培植警政幹部的最高學府，是中華民國內政部所屬的中央三級機構，該校與臺灣警察專科學校為台灣唯二的警察學校。1936年成立於南京市，1954年在臺復校，1995年改制為中央警察大學。

## 歷史沿革

警大校旗

中國的警政教育始於1901年（清光緒二十七年）創立之京師警務學堂，歷經政權變換與時間遞嬗，先後改制為高等巡警學堂、內務部警察學校、警察傳習所、內政部警官高等學校。
1936年，國民政府為統一全國警官教育，合併內政部警官高等學校及浙江省警官学校，於同年9月1日成立中央警官學校。校址設於南京市馬群鎮五棵松，辦理二年制及三年制正科教育。1937年，抗日戰爭全面爆發，校本部隨中央政府西遷重慶，校址設於重慶南岸之彈子石。除正科教育外，增設特種警察訓練班及特科警官訓練班。為培養高級警政幹部，1944年1月，成立警政高等研究班；為儲備收復臺灣後之警察幹部人才，又於同年9月舉辦臺灣警察幹部講習班；並甄選各期畢業生赴美国留學深造。 
1945年，抗日戰爭結束，校本部遷回南京，校址設於南京光華門外海福巷。為配因應建警需要，擴大辦理軍官轉警訓練與各種專業訓練。除南京外，並在重慶、西安、北平、廣州、瀋陽、迪化等地設立六個分校，及上海、臺灣兩個警官班。包括南京校本部、各分校、各警官班在內，在校學員生達一萬二千餘人。
1949年，中華民國政府在第二次國共內戰中失利，學校先遷廣州，再遷重慶，輾轉來臺灣。原設於臺北之臺灣警官訓練班予以歸併接訓。因中央政府機構一再緊縮，1950年1月奉令停辦，但仍保留臺灣警官訓練班，繼續調訓現職警官。
1954年5月，奉准在臺復校，繼續辦理正科教育。1957年，經內政部、教育部核准，正科教育增設四年制大學部，初設行政警察、刑事警察兩學系，嗣陸續增設公共安全、犯罪防治、戶政、消防、交通警察、外事警察、役政、行政管理、資訊管理、國境警察、水上警察、鑑識科學、法律等學系。
1970年，創辦警政研究所設碩士班。1974年起，招收女生。除辦理研究所及正科教育外，並舉辦在職警察人員升職與專業講習班。為促進國際友誼與合作，除接受外籍學生來校留學，並與外國大學合作，交換師資與學生，舉辦學術研討會。
1995年12月12日，立法院三讀通過《中央警察大學組織條例》，並於12月20日由時任總統李登輝明令公佈，學校正式更名為中央警察大學。
2002年前，警大新生必須至陸軍軍官學校參與入伍訓，畢業時於憲兵學校接受預備軍官基礎教育期滿成績合格，訓儲為預備軍官，並授給預備軍官適任證書，以後備軍人列管，才可任官。後改為替代役訓。

### 歷任校長

代表警大校長的警察機關首長旗

#### 中央警官學校時期
| 任次 | 姓名   | 就任日期      | 卸任日期      | 備註 |
| ---- | ------ | ------------- | ------------- | --- |
| 1    | 蔣中正 | 1936年9月1日  | 1947年9月30日 | 日本東京振武學校砲兵科11期，中華民國陸軍特級上將 國民政府軍事委員會委員長兼任校長                                                                       |
| 2    | 李士珍 | 1947年10月1日 | 1949年2月4日  | 黃埔軍校2期，中華民國陸軍中將 原中央警官學校教育長 1949年1月總統蔣中正下野，追隨辭去校長職務                                                            |
| 3    | 陳玉輝 | 1949年2月5日  | 1949年6月30日 | 黃埔軍校1期，中央警政高等研究班1期研究員 原中央警官學校教育長                                                                                           |
| 4    | 李 謇  | 1949年7月1日  | 1950年6月30日 | 黃埔軍校4期，原內政部警察總署第二處處長 1950年6月行政院決定本校暫行停辦，旋即去職 後轉任內政部參事兼人才調查室主任                                      |
| 5    | 樂 幹  | 1954年7月1日  | 1956年4月     | 黃埔軍校6期，原內政部警察總署第四處處長 1955年12月出任臺灣省警務處處長，仍兼任校長職務                                                                  |
| 6    | 趙龍文 | 1956年4月     | 1966年11月    | 南京東南大學地學系畢業，中華民國海軍中將 原海軍總司令部政治部主任 任內因病奉准退休                                                                      |
| 7    | 梅可望 | 1966年11月    | 1973年12月    | 中央警官學校正科5期，美國密西根州立大學哲學博士 原國防部法規司司長兼任青年輔導委員會副秘書長 任內提前退休，後出任亞太文社中心祕書長、東海大學校長等職務 |
| 8    | 李興唐 | 1973年12月    | 1983年4月     | 中央警官學校正科4期，美國密西根州立大學警政碩士 原中央警官學校教育長                                                                                    |
| 9    | 周世斌 | 1983年4月     | 1987年5月     | 陸軍軍官學校24期，中華民國陸軍中將 原金門防衛指揮部中將副司令停役 後再復軍職，出任臺灣警備總司令部副司令                                                |
| 10   | 顏世錫 | 1987年5月     | 1995年5月     | 臺灣省警察學校、中央警官學校業訓班，美國聖荷西州立大學碩士 原臺北市政府警察局局長 後出任內政部警政署署長                                                |

#### 中央警察大學時期
| 任次 | 姓名   | 就任日期       | 卸任日期       | 備註 |
| ---- | ------ | -------------- | -------------- | --- |
| 11   | 姚高橋 | 1995年5月      | 1996年6月      | 中央警官學校正科28期，日本明治大學法律研究所法學碩士 原內政部警政署副署長 後出任內政部警政署署長                   |
| 12   | 陳 璧  | 1996年6月      | 1997年7月      | 政工幹部學校政治系，中央警官學校警監班1期 原臺灣省政府警政廳廳長 屆齡退休                                          |
| 13   | 謝瑞智 | 1997年7月      | 2000年8月      | 中央警官學校正科24期，奧地利維也納大學法政學博士 原中央警察大學教務長                                              |
| 14   | 朱拯民 | 2000年8月      | 2001年8月      | 中央警官學校正科28期，國立政治大學公共行政研究所碩士 原內政部警政署主任秘書 任內提前申請退休                       |
| 15   | 蔡德輝 | 2001年8月      | 2006年3月      | 中央警官學校正科34期，美國佛羅里達州立大學犯罪學博士 原內政部消防署副署長 卸任後獲聘為總統府國策顧問               |
| 16   | 謝銀黨 | 2006年3月      | 2008年6月20日  | 中央警官學校正科36期 原內政部警政署署長 後調任行政院顧問                                                           |
| 17   | 侯友宜 | 2008年6月21日  | 2010年12月24日 | 中央警官學校正科45期 原內政部警政署署長 後於2018年11月當選新北市長                                                 |
| 18   | 謝秀能 | 2010年12月25日 | 2014年1月16日  | 中央警官學校正科37期，中央警察大學犯罪防治研究所博士 原臺北市政府警察局局長 屆齡退休，後出任考試院考試委員         |
| 19   | 刁建生 | 2014年1月17日  | 2019年1月16日  | 中央警官學校正科40期，國立臺灣大學政治學系碩士 原臺中市政府警察局局長 屆齡退休，後任台新建築經理股份有限公司董事長 |
| 代理 | 莊德森 | 2019年1月17日  | 2019年2月13日  | 中央警官學校正科43期，國立中正大學犯罪防治研究所碩士 中央警察大學副校長代理                                        |
| 20   | 黎文明 | 2019年2月14日  | 2021年1月15日  | 中央警官學校正科44期，原桃園市政府警察局局長 屆齡退休                                                              |
| 21   | 陳檡文 | 2021年1月16日  | 2022年12月31日 | 中央警官學校正科45期，原新北市政府警察局局長 任內提前申請退休                                                      |
| 代理 | 蘇志強 | 2023年1月1日   | 2023年1月15日  | 中央警官學校正科47期 中央警察大學副校長代理                                                                        |
| 22   | 楊源明 | 2023年1月16日  | 2025年7月15日  | 中央警官學校正科47期，原臺北市政府警察局局長 屆齡退休                                                              |
| 代理 | 陳惠堂 | 2025年7月16日  | 2025年7月31日  | 中央警官學校正科49期 中央警察大學副校長代理                                                                        |
| 23   | 黃明昭 | 2025年8月1日   | 現任           | 中央警官學校正科51期，原國家安全局副局長                                                                           |

### 校址沿革
中華民國大陸時期
- 1936年，中央警官學校始創立，位於南京馬群鎮。
- 1937年，抗戰爆發，西遷重慶南岸彈子石。
- 1945年，抗戰勝利，復遷南京。

台灣時期
- 1950年：隨國民政府撥遷來臺，3月與臺北市廣州街的臺灣警官訓練班合併接訓學生，6月因政府機構緊縮而停止招生。
- 1954年：10月於臺灣警官訓練班原址復校（今臺北市立龍山國民中學校址）。
- 1969年：行政院下令遷建新校址。但隨後幾年計畫中的預定地（包括1970年林口高爾夫球場附近、1971年林口舊機場與1974年的新竹國立交通大學現址、44兵工廠（今台北市信義計畫區）、內湖兵工學校（今三軍總醫院附近），均因種種因素使遷校計畫無法實行。
- 1973年：8月遷往愛國東路9號聯勤總部舊址（今國立中正紀念堂園區西南側）做為校本部，行政院同時核准廣州街校區將改為龍山國中。
- 1975年：4月時任中華民國總統蔣中正逝世，6月行政院核准在臺北市興建中正紀念堂，8月紀念堂計畫範圍擴大至涵蓋愛國東路校區。
- 1976年：7月校本部遷回廣州街校區，10月桃園校區（今校址，桃園市龜山區大崗里頂湖，由陳其寬建築師所設計）動工。
- 1977年：8月遷校至桃園校區，10月校區落成。
- 1992年：10月桃園縣政府召開「配合中央警官學校擴大建校及大崗國中遷校說明會」決議將大崗國中遷移，取得大崗國中原本之校地，即為現在學校操場及綜合警技館之用地。

## 校園設施

### 教學區
- 教學大樓：為三層樓高建築，設有教室57間（8間階梯教室、49間一般教室）、教師休息室、盥洗室及編譯組、教材組、郵局。做為學生上課之用。
- 研究大樓：四層樓高的建築物，主要供教師研究室和休息使用。此外，研究大樓一樓設置有小講堂，不定期舉辦演講、集會之用。
  - 恐怖主義研究中心：於研究大樓4樓。
- 科技大樓及刑事鑑識大樓：設有科學實驗室、醫務室、刑事系辦公室以及鑑識系辦公室。另有刑案教室及各類實驗室。科技大樓又稱新科學館。
- 資訊館：設置有電子計算機中心、資訊管理學系系辦公室。 館內一樓有四間電腦教室，供師生資訊教學、練習使用。本館二樓有三間視聽教室，並有警察學術相關影音，供教師多媒體教學使用。
- 射擊館：已於民國105年年底落成啟用。
- 至真樓：原為該校女生宿舍，後因該校女性學生人數增加，女生宿舍便遷至蘭庭（為因應推廣中心人數眾多，警光樓宿舍不足的問題，女生宿舍於民國107年12月由蘭庭搬遷至警賢樓）。為四層樓房建築，現址為水上警察學系使用，並有教師研究室。
- 消防大樓：現為消防學系使用。消防大樓設置多項消防教育訓練所必需之教學設施及進行燃燒試驗與鑑識分析之精密科學儀器，其可供研究、教育與訓練之用。
- 警安樓：又稱科學館、舊科，設有心理健康中心、醫護室。設有教室24間，做為學生上課之用。地下一樓為儲藏室。

### 行政區
- 力行樓：為該校行政大樓，有校長室、副校長室、秘書室、公關室、學務處、教務處、總務處等單位。

### 運動區
- 體育館：又稱舊館，一座二層樓之建築物，一樓為室內活動場地，地下室為桌球室、室內活動空間及劍道場。
- 籃球館：又稱新館，裡面有一個籃球場地，並可作排球場、羽球場等多功能球場之用。惟因新建大樓，已遭拆除。
- 網球場：內有兩個網球場地。
- 籃球場：戶外籃球場計有兩個籃球場地，亦為學生從事基本教練訓練場。
- 綜合警技館：於民國94年啟用，為一座多功能型的體育館，共地上四層、地下一層，內有溫水游泳池、柔道場、技擊場、籃球場、室內跑道等，提供完善的教學及運動休閒環境。
- 游泳池：50米長、深度最深至3米、九條水道的泳池。
- 靶場：地上五樓、地下一樓之建築物，一樓設有大型穿堂，一樓及地下一樓各設有一個電腦靶場，每個靶場有二十個靶位，供同學上課練習及考核用。二樓以上則為社團教室，供社團活動使用。
- 射擊館
- 操場：有一條400公尺的PU跑道及看台。
- 壁球館

### 宿舍區
- 警英樓：為該校男生宿舍（四樓西側為女研究生寢室），四層樓房建築，裡面設有學生總隊辦公室，兩個學生中隊（四年制大學一、二年級），研究生中隊，學生實習總隊辦公室，K書中心及資料輸出中心，餘為學生寢室，是六十六年遷校至桃園龜山以來即存在的建築物。曾經過幾次改建，內有三棟，中棟二至四樓與文康室聯結，一樓是學生總隊總隊部及總隊會議室。
- 警賢樓：為因應推廣中心人數眾多，警光樓宿舍不足的問題，女生隊及女生宿舍於民國107年12月由蘭庭搬遷至此。此為五層樓房建築，一樓女生隊辦隊部、復健寢、電腦機房，二樓至五樓為學生寢室。
- 警光樓：為五層樓房建築，一樓置有推廣教育訓練中心及大型上課教室；地下一樓置有學員休閒活動設施；二樓至五樓為上課教室及學員寢室。
- 蘭庭樓：為四層樓房建築。為因應推廣中心人數眾多，警光樓宿舍不足的問題，女生隊及女生宿舍於民國107年12月由蘭庭搬遷至警賢樓。而蘭庭預計將供推廣中心學員使用。
- 友誼樓：為五層樓房建築，於107年正式竣工，成為新的學員生宿舍大樓，供大學部四年制三、四年級及大學部二年制學生入住。其分為A、B、C三棟建築物，於A棟一樓、五樓與B棟一樓各設有一個學生中隊辦公室。而友誼樓的完工，也象徵警大近十年的三大工程計畫至此圓滿完結。

### 其他
- 活動中心：地下一層地上三層之建築，地下室為合作社經銷部、洗衣部、服裝用品部、理髮部、體育用品部，一樓為藝文活動中心，二樓販賣兩家自助餐，三樓為美食街型式之餐廳。
- 圖書館：地下三層地上三層之建築，地下三樓為會議室、閱讀中心及樂群軒，一樓至地下二樓為世界警察博物館，其中地上一樓為校史館與中華民國警察館，地下一、二樓為國際警察館，佔地約1,200坪，是全球首座蒐集陳列世界各國警察文物史料的展覽館。
- 大禮堂：原名中正堂，校內大型室內活動場地。於2021年5月考試院委員訪查前夕配合中央轉型正義政策改為現名。
- 升旗場：每週二早上全校升旗場所，並作基本教練場地使用，立有第一任校長蔣公的銅像。
- 中警湖：位於學校西北角靠近員林坑地窪處的湖泊。
- 第五停車場：位於校門口斜對面150公尺處，內有停車場及作為教職員宿舍的學人宿舍，為舊靶場所在地。
- 精神堡壘：校門口之「捨己救人」大型雕塑，為朱銘雕刻消防員拯救小孩的模樣。
- 水上警察系館前風雨走廊上方放置「寶星2號」警備救難艇。

## 學生年級胸章
| 年級               | 四年級 | 三年級 | 二年級 | 一年級 |
| 碩士班             |        |        |        |        |
| 學士班四年制       |        |        |        |        |
| 學士班二年制技術系 |        |        |        |        |

## 教學單位

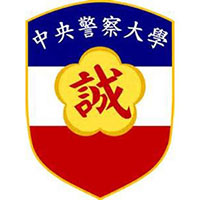
警大學生臂章

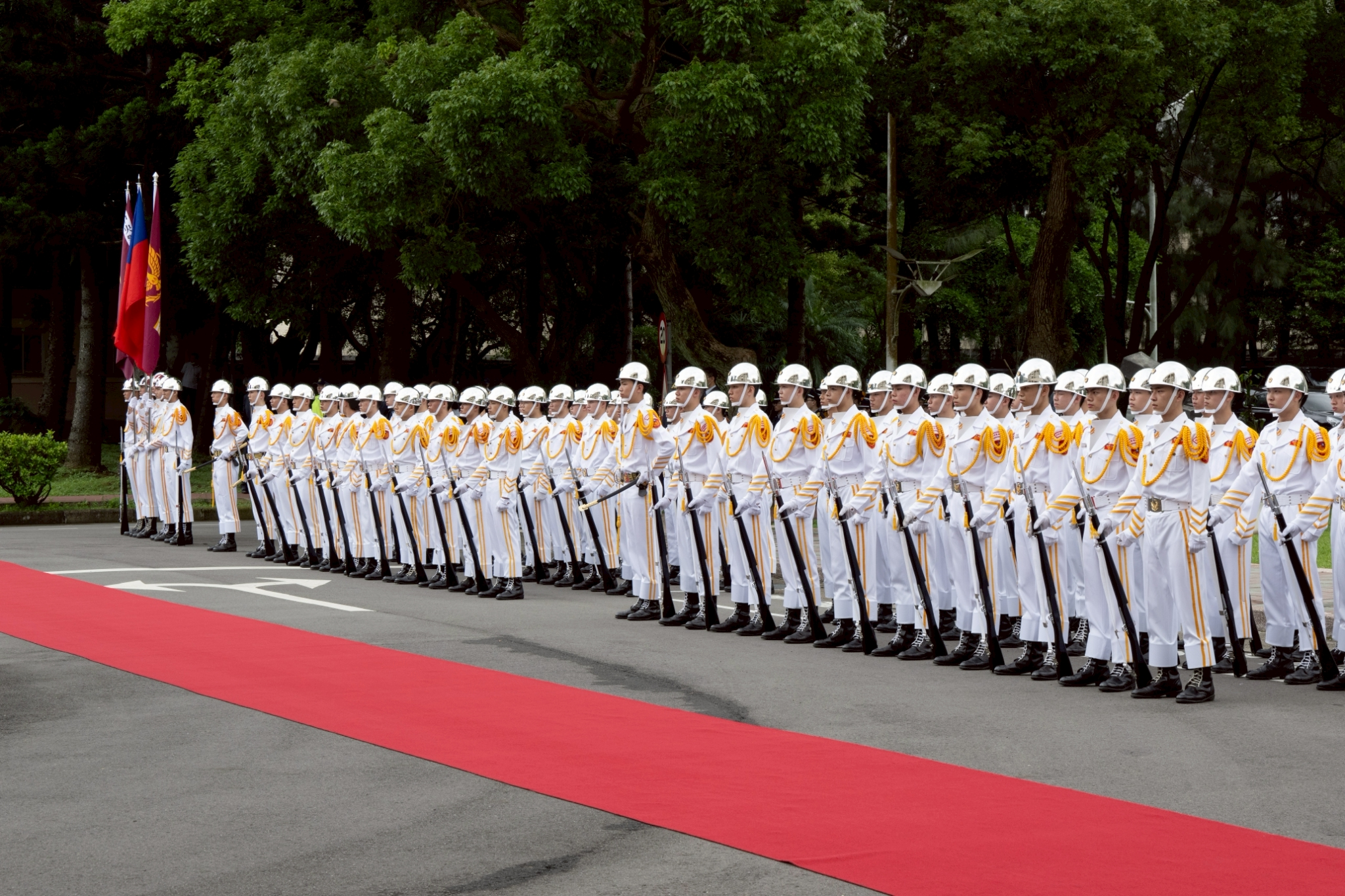
警大學生儀隊

| 通識教育中心 |
| ------------ |

| 警政管理學院 | 行政警察學系暨警察政策研究所 | 公共安全學系（所） |
| 警政管理學院 | 行政管理學系（所）           | 犯罪防治學系（所） |
| 警政管理學院 | 外事警察學系（所）           | 國境警察學系（所） |
| 警政管理學院 | 法律學系（所）               |                    |

| 警察科技學院 | 消防學系暨消防科學研究所 | 交通學系暨交通管理研究所 |
| 警察科技學院 | 資訊管理學系（所）       | 鑑識科學學系（所）       |
| 警察科技學院 | 刑事警察學系（所）       | 水上警察學系（所）       |
| 警察科技學院 | 保安警察學系             | 防災研究所               |

| 研究中心 | 移民研究中心           | 恐怖主義研究中心 |
| 研究中心 | 國土安全研究中心       | 安全管理研究中心 |
| 研究中心 | 偵查與鑑識科學研究中心 |                  |

## 外部連結
- 中央警察大學 （页面存档备份，存于）（繁體中文）（英文）（兒童版）（手機版）